# Београдски зоолошки врт
Бео зоо врт, познат и као Врт добре наде, је градски зоолошки врт града Београда, који се налази у оквиру београдске тврђаве, тачније на простору Малог Калемегдана. Основан 12. јула 1936. године, то је најстарији и највећи зоолошки врт у Србији. Са више од 400.000 посетилаца годишње, Бео зоо врт је и једна од најпосећенијих институција у Београду.

## Историја
Београдска општина је донела одлуку о оснивању врта у мају 1935. Београдски зоолошки врт је свечано отворен под покровитељством југословенског индустријалца и градоначелника Београда Владе Илића на Петровдан, 12. јула 1936. године. Први становници били су лавови, леопарди, бели и мрки медведи, вукови, неколико врста мајмуна, егзотичних биљоједа и птица. По оснивању зоо врт је обухватао три и по хектара површине, да би после био проширен на седам, а затим и на четрнаест хектара. Имао је и скроман тераријум и акваријум. Средишњи део, „у природном стању”, грађен је 1940. Врт је био популаран, 1939. било је близу 400.000 посетилаца.
У Другом светском рату врт је погођен током бомбардовања Београда априла 1941. године, када су, по речима тадашњег директора Александра Крстића, погинули и људи из околних зграда, који су се тамо крили мислећи да зоо врт неће бити мета напада. Три године касније, зоо врт је бомбардован и од стране савезника. Због разарања током рата већи део животињског фонда је изгубљен, као и седам хектара земљишта.
За данашњи имиџ врта заслужан је српски вајар Вук Бојовић, који је био на функцији директора од првог маја 1986. па све до своје смрти у септембру 2014. године.
Постоје иницијативе да се зоолошки врт премести на неку другу локацију.

## Животиње
У београдском зоолошком врту тренутно живи око 211 животињских врста и око 1.800 јединки, како егзотичних и угрожених, тако и локалних и домаћих животиња. Од тога највише врста чине птице, нешто мање сисари, а затим гмизавци, неколико врста зглавкара и јато пирана.
Бео зоо врт је познат по својој колекцији белих животиња, првенствено белих лавова, који су 2005. године дошли из националног парка Кругер у Јужноафричкој Републици. Београд је због честих принова једно време поседовао највећи број белих лавова у заточеништву на свету. У мају 2018. рођена је и женка белог америчког бизона, што представља велику реткост у природи, јер се оваква јединка у просеку роди једном у 10 милиона случајева. Крајем 2022. године овде је било укупно 6 бизона. У септембру 2018. године, зоо врт је пустио у природу првог белоглавог супа, који је рођен и одгајан у заточеништву. Остале животињске врсте у врту су и орангутан, шимпанза, прстенорепи лемур, азијски слон, мрежаста жирафа, нилски коњ, двогрба камила, ирвас, берберска овца, сибирски козорог, Грантова зебра, низијски тапир, бели бенгалски тигар, јагуар, гепард, сервал, арктички вук, пегава хијена, смеђа фока крзнашица, сива фока, меркат, патуљаста видра, црвени кенгур, андски кондор, Хумболтов пингвин, ној, кубански крокодил.
Београдски зоолошки врт је такође имао и неколико познатих становника. Габи је била женка немачког овчара која је спасила ноћног чувара од одбеглог јагуара. Том приликом је озбиљно повређена, али се временом опоравила и наставила да чува зоо врт. Због свог подвига и широког публицитета, који је након тога добила, у врту јој је посвећен споменик. Сами, са друге стране, је био мужјак шимпанзе, први своје врсте који је стигао у зоо врт 1988. године. Само месец дана након његовог доласка, Сами је побегао и тумарао околним улицама све док га Вук Бојовић није умирио речима Хајде Сами, идемо кући. Бојовић га је затим, и поред присуства полиције, својим колима превезао назад у зоо врт. Он је имао још једно бекство два дана након претходног, да би 1992. угинуо од инфаркта црева. И у Самијеву част је подигнут споменик, док је његов метални кавез био изложен у врту дуги низ година. Амерички алигатор Муја је званично најстарији живи алигатор на свету. Он је 1937. године стигао у Београд из незабележеног зоолошког врта у Немачкој.

## Галерија
- Бенгалски тигар
- Бела кања
- Шумски рис
- Зелена игуана
- Црвени јелен
- Бела рода
- Лучка фока
- Бели лав
- Кљунорог трубач
- Лидбитеров кљунорог
- Марабу
- Арктички соко

## Директори Београдског зоолошког врта
Списак директора Београдског зоолошког врта је списак директора Београдски зоолошког врта.
Од оснивања Зоолошког врта па, највероватније, до почетка Другог светског рата, на месту директора врта се налазио инжењер Александар Крстић (1). Ту функцију је затим преузео и до 1944. године обављао Миодраг Савковић (2). Први послератни директор је био Анте Тадић (3). После њега на тој функцији нашли су се редом, Милорад Лазаревић (4), Милорад Меденица (5) и Радивоје Тричковић (6), а од 1. маја 1986. године, па до своје смрти (септембар 2014) директор врта је био Вук Бојовић (7).
Сада се на функцији директора предузећа Зоолошки врт града Београда налази Србољуб Алексић.

## [7]Директори[1]
1. Александар Крстић (1936—1940)
2. Миодраг Савковић (?-1944)
3. Анте Тадић (1944—?)
4. Миодраг Лазаревић (?-?)
5. Милорад Меденица (?-?)
6. Радивоје Трчковић (?-1986)
7. Вук Бојовић (1986—2014)
8. Гвозден Раденковић (2014—2015)
9. Србољуб Алексић (2016-)